# J.League Division 2 2005
Die J.League Division 2 2005 war die siebte Spielzeit der japanischen J.League Division 2. An ihr nahmen zwölf Vereine teil. Die Saison begann am 5. März und endete am 3. Dezember 2005, die Relegationsspiele mit dem Tabellensechzehnten der Division 1 2005 wurden am 7. und 10. Dezember ausgetragen.
Meister und damit Aufsteiger in die J.League Division 1 2006 wurde Kyōto Purple Sanga. Neben Kyōto stiegen auch der Vizemeister Avispa Fukuoka sowie der Drittplatzierte Ventforet Kofu auf, Kofu setzte sich hierbei in der Relegation in zwei Spielen über Kashiwa Reysol durch.

## Modus
Die Saison wurde in einem doppelten Doppelrundenturnier ausgetragen, die Vereine spielten demnach viermal gegeneinander, zweimal zuhause und zweimal auswärts; insgesamt ergaben sich somit insgesamt 44 Partien pro Mannschaft. Für einen Sieg gab es drei Punkte, bei einem Unentschieden einen Zähler. Die Tabelle wurde also nach den folgenden Kriterien erstellt:
1. Anzahl der erzielten Punkte
2. Tordifferenz
3. Erzielte Tore
4. Ergebnisse der Spiele untereinander
5. Entscheidungsspiel oder Münzwurf

Die beiden Vereine mit den meisten Punkten stiegen am Ende der Saison in die J.League Division 1 2006 auf. Der Tabellendritte spielte mit dem Tabellensechzehnten der J.League Division 1 2005 in Hin- und Rückspiel um einen weiteren Platz in der Division 1. Bei Torgleichheit nach Ende dieser zwei Spiele kam die Auswärtstorregel zur Anwendung; sollte auch diese keine Entscheidung bringen, wurde eine Verlängerung sowie nötigenfalls ein Elfmeterschießen durchgeführt.

## Teilnehmer
Insgesamt nahmen zwölf Mannschaften an der Spielzeit teil. Hierbei stiegen am Ende der Vorsaison zwei Vereine in die Division 1 2005 auf. Meister Kawasaki Frontale dominierte die Liga wie kein anderes Team in der Geschichte der Liga und beendete eine vierjährige Ligazugehörigkeit mit 29 Punkten Vorsprung auf den Relegationsplatz und 104 geschossenen Toren. Vizemeister Ōmiya Ardija schaffte nach insgesamt elf Jahren zweite Liga, die ersten fünf davon unter dem Namen NTT Kantō SC als Mitglied der Japan Football League, zum ersten Mal in seiner Geschichte den Sprung in eine höchste japanische Fußballliga. Der Tabellendritte Avispa Fukuoka konnte seine Chance in der Relegation gegen den Tabellenletzten der Division 1 2004, Kashiwa Reysol, nicht nutzen und verblieb für ein weiteres Jahr in der Division 2.
Bedingt durch eine Erweiterung des Division 1-Teilnehmerfeldes von sechzehn auf achtzehn Mannschaften und den Erfolg Kashiwas in der Relegation gab es keine Absteiger aus dem Oberhaus. Die Spielklasse wurde anstatt dessen mit zwei Vereinen aus der Japan Football League aufgefüllt, zum ersten Mal seit der Saison 2001 nahm die J.League also wieder neue Mitglieder auf. Ōtsuka Pharmaceuticals SC, Meister der Japan Football League 2003 und 2004, spielte zuletzt in der Saison 1998 vor Einführung der Division 2 Zweitligafußball und beendete diese Saison sogar auf dem neunten Platz, die fehlende wirtschaftliche Stabilität verhinderte jedoch zu diesem Zeitpunkt eine Mitgliedschaft in der J.League. Der JFL-Drittplatzierte Thespa Kusatsu dagegen schaffte das Kunststück, innerhalb von zwei Jahren gleich um drei Ligen zu klettern, denn der erst zwölf Monate zuvor durch den Gewinn der Regionalligen-Finalrunde erreichte Aufstieg in die JFL erfolgte als Mitglied der Division 2 der Kantō-Regionalliga.
Gemäß den Ligarichtlinien benannte sich Ōtsuka Pharmaceuticals SC vor Beginn der Saison um. Als neuen Namen wählte das Team Tokushima Vortis, unter welchem sie (wenn auch in umgekehrter Wortreihenfolge) bereits Mitte der 1990er Jahre für einige Saisons angetreten waren.
| Verein             | Stadt/Region               | Stadion                                                                |
| ------------------ | -------------------------- | ---------------------------------------------------------------------- |
| Avispa Fukuoka     | Fukuoka, Fukuoka           | Hakatanomori Football Stadium                                          |
| Consadole Sapporo  | Sapporo, Hokkaidō          | Sapporo Dome und Sapporo Atsubetsu Stadium1                            |
| Kyoto Purple Sanga | Kyōto, Kyōto               | Nishikyōgoku Athletic Stadium2                                         |
| Mito HollyHock     | Mito, Ibaraki              | Kasamatsu Stadium3                                                     |
| Montedio Yamagata  | Yamagata, Yamagata         | Yamagata Park Stadium4                                                 |
| Sagan Tosu         | Tosu, Saga                 | Tosu Stadium5                                                          |
| Shonan Bellmare    | Hiratsuka, Kanagawa        | Hiratsuka Athletic Stadium                                             |
| Thespa Kusatsu     | Kusatsu, Gunma             | Gunma Shikishima Athletic Stadium und Gunma Shikishima Soccer Stadium6 |
| Tokushima Vortis   | Tokushima, Tokushima       | Naruto Athletic Park Stadium7                                          |
| Vegalta Sendai     | Sendai, Miyagi             | Sendai Stadium                                                         |
| Ventforet Kofu     | Städteverbund in Yamanashi | Kose Sports Park Stadium8                                              |
| Yokohama FC        | Yokohama, Kanagawa         | Mitsuzawa Football Stadium9                                            |

Bemerkungen
1. Consadole Sapporo trug zwölf Heimspiele im Sapporo Dome und acht im Sapporo Atsubetsu Stadium aus. Zusätzlich dazu fanden je ein Heimspiel im Muroran Irie Stadium in Muroran, Hokkaidō und im Hakodate Chiyogaidai Park Athletic Stadium in Hakodate, Hokkaidō aus.[2]
2. Kyōto Purple Sanga trug ein Heimspiel im Kagoshima Kamoike Stadium in Kagoshima, Kagoshima aus.[3]
3. Mito HollyHock trug ein Heimspiel im Hitachinaka City Stadium in Hitachinaka, Ibaraki aus.[4]
4. Montedio Yamagata trug ein Heimspiel im J-Village Stadium in Naraha, Fukushima aus.[5]
5. Sagan Tosu trug ein Heimspiel im Saga Athletic Stadium in Saga, Saga aus.[6]
6. Thespa Kusatsu trug elf Heimspiele im Gunma Shikishima Athletic Stadium und zehn Heimspiele im Gunma Shikishima Soccer Stadium aus, zusätzlich fand ein Spiel im Ashikaga Athletic Stadium in Ashikaga, Gunma statt.[7]
7. Tokushima Vortis trug ein Heimspiel im Kōchi Haruno Athletic Stadium in Haruno, Kōchi aus.[8]
8. Ventforet Kofu trug ein Heimspiel im Matsumotodaira Football Stadium in Matsumoto, Nagano aus.[9]
9. Yokohama FC trug je ein Heimspiel im Nissan Stadium, im Nishigaoka Soccer Stadium in Tokio und im Edogawa Athletic Stadium in Tokio aus.[10]

## Trainer
| Verein             | Cheftrainer         |
| ------------------ | ------------------- |
| Consadole Sapporo  | Masaaki Yanagishita |
| Vegalta Sendai     | Satoshi Tsunami     |
| Montedio Yamagata  | Jun Suzuki          |
| Mito HollyHock     | Hideki Maeda        |
| Thespa Kusatsu     | Satoshi Tezuka      |
| Yokohama FC        | Yūsuke Adachi       |
| Shonan Bellmare    | Eiji Ueda           |
| Ventforet Kofu     | Takeshi Ōki         |
| Kyoto Purple Sanga | Kōichi Hashiratani  |
| Tokushima Vortis   | Shinji Tanaka       |
| Avispa Fukuoka     | Hiroshi Matsuda     |
| Sagan Tosu         | Ikuo Matsumoto      |

## Spieler
| Verein             | Spieler |
| ------------------ | --- |
| Consadole Sapporo  | Takuto Hayashi (33/0), Yūki Okada (38/2), Junji Nishizawa (19/0), Yūshi Soda (40/1), Tomohiko Ikeuchi (33/11), Hiroyuki Nishijima (23/0), Tomohiro Wanami (38/1), Makoto Sunakawa (37/4), Gakuya Horii (11/2), Hiroki Mihara (20/1), Shin’ya Aikawa (34/9), Genki Nakayama (39/4), Akihiro Tabata (32/2), Ken’ichi Kaga (31/0), Tomoki Suzuki (20/0), Tomoaki Seino (28/10), Kazumasa Uesato (23/2), Yūsuke Gondō (11/0), Yūki Kaneko (27/0), Xu Xiaofei (11/0), Kengo Ishii (17/1), Tetsuya Abe (1/0), Toshiyasu Takahara (10/0), Masaya Nishitani (10/1), Derlis (19/1), Seiya Fujita (1/0) |
| Vegalta Sendai     | Kiyomitsu Kobari (1/0), Kōsuke Kitani (41/1), Hikaru Mita (7/1), Seitarō Tomisawa (14/0), Kensuke Nebiki (30/4), Kōji Kumagai (27/0), Naoki Chiba (36/1), Silvinho (29/3), Schwenck (38/13), Nobuyuki Zaizen (27/3), Baron (35/14), Kōji Matsuura (13/0), Yōsuke Nakata (23/0), Gōshi Ōkubo (4/0), Keita Isozaki (21/0), Hiroki Bandai (14/1), Takumi Morikawa (25/0), Kunimitsu Sekiguchi (24/2), Daijirō Takakuwa (43/0), Kōya Shimizu (16/0), Katsutomo Ōshiba (40/10), Naoki Sugai (13/0), Kazuhiro Murakami (26/4), Ryūji Akiba (5/0), Takayuki Nakahara (2/0), Ryang Yong-gi (39/6), Shingo Tomita (17/0), Kōdai Watanabe (6/1)                                                                                                   |
| Montedio Yamagata  | Shigeru Sakurai (40/0), Masayuki Ōta (5/0), Leonardo (36/0), Teruaki Kobayashi (27/2), Daisuke Tonoike (19/0), Shinji Ōtsuka (39/3), Kenji Takahashi (35/2), Atsushi Nagai (38/3), Tico (13/2), Tomoaki Komorida (6/0), Takumi Motohashi (38/3), Ryūta Hara (36/12), Toshihiko Uchiyama (41/2), Kōhei Hayashi (34/7), Shōgo Kobara (35/1), Kōhei Usui (40/1), Kazumasa Takagi (8/0), Kentarō Kawasaki (3/0), Masaru Akiba (11/1), Ryōsuke Nemoto (25/5), Yūtarō Abe (27/5), Kōhei Tanaka (3/1), Hayato Sasaki (41/4), Kenta Shimizu (5/0) |
| Mito HollyHock     | Kōji Homma (41/0), Kōsuke Suda (38/4), Takafumi Yoshimoto (30/6), Naoki Mori (11/0), Shōhei Ogura (21/0), Kenji Hada (40/2), Takamichi Seki (43/1), Derlis (17/8), Fabio (13/3), Shingo Morita (27/1), Kazushi Isoyama (34/3), Yoshio Kitajima (2/0), Taijirō Kurita (18/0), Tsuyoshi Kaneko (9/1), Yū Tokisaki (1/0), Masateru Akita (22/0), Kim Ki-su (3/0), Shunta Nagai (42/4), Kōta Fukatsu (39/3), Hiroyuki Takeda (3/0), Shinobu Itō (23/1), Shōgo Nakai (3/0), Hiroshi Kichise (17/0), Tomohisa Yoshida (3/0), Yūya Iwadate (21/0), Manabu Watanabe (1/0), Kazuhiko Shingyōji (22/0), Marquinho (19/0), Masashi Ōwada (36/3) |
| Thespa Kusatsu     | Masahiro Momitani (36/1), Takayuki Odajima (20/0), Mitsumasa Yoda (18/0), Hideyuki Ujiie (26/0), Nobuhito Toriizuka (35/0), Sōtarō Sada (26/2), Jun Kokubo (20/0), Takayuki Yamaguchi (28/4), Yōhei Takasu (16/0), Shō Gokyū (19/1), Daisuke Miyakawa (12/2), Masami Satō (27/5), Wataru Yamazaki (24/1), Yōji Sakai (6/0), Masaki Ogawa (32/0), Takeshi Terada (24/1), Atsushi Yoshimoto (30/5), Nobuyuki Kojima (23/0), Chika (16/1), Ryō Sakai (37/2), Kazuki Sakurada (7/0), Ryō Gotō (16/0), Kōta Yanagisawa (2/0), Fumiya Iwamaru (21/0), Daisuke Kimori (32/1), Ryū Saitō (26/0), Kazuki Sorimachi (4/0), Taiten Satō (7/0), Takuya Sugiyama (9/0), Tomoyuki Higuchi (3/0)                                                       |
| Yokohama FC        | Kenji Koyama (7/0), Yukinori Shigeta (10/0), Hideaki Tominaga (30/3), Tweed (31/3), Tomonobu Hayakawa (31/0), Silvio (20/3), Tomoyoshi Ono (37/1), Tsuyoshi Yoshitake (27/2), Shōji Jō (40/12), Tomoya Uchida (41/3), Jefferson (11/4), Kazuyoshi Miura (16/4), Kazuki Satō (26/0), Jungo Kōno (19/2), Yōhei Sakai (3/0), Tomotaka Kitamura (30/5), Shingi Ono (30/1), Manabu Kubota (12/1), Takanori Sugeno (37/0), Satoshi Ōtomo (20/0), Kazuya Iwakura (7/0), Mitsunori Yamao (31/1), Takanori Nakajima (32/1), Nobuhiro Sadatomi (18/0), Motohiro Yamaguchi (18/0), Tetsurō Uki (12/0), Yasunori Takada (8/1), Shigeyoshi Mochizuki (2/0)                                                                                           |
| Shonan Bellmare    | Masahito Suzuki (3/0), Shinji Jōjō (22/0), Tetsurō Uki (14/0), Barisic (35/2), Hiroyuki Shirai (10/0), Kōji Nakazato (13/0), Yūsuke Satō (40/4), Yūya Sano (19/2), Yasunori Takada (18/1), Tomoyuki Yoshino (32/0), Casiano (11/0), Goran (11/0), Takayoshi Toda (32/1), Yoshikazu Suzuki (25/0), Hiroki Kobayashi (39/0), Kōji Sakamoto (35/1), Naoki Ishihara (8/0), Tatsuyuki Tomiyama (19/0), Yūsuke Murayama (30/0), Yūzō Tamura (24/0), Nozomu Katō (41/9), Kei Uemura (2/0), Kōsuke Nakamachi (12/1), Genki Nagasato (31/2), Keisuke Moriya (4/2), Michiaki Kakimoto (43/15), Masahiro Ikeda (6/0), Naoya Umeda (17/4) |
| Ventforet Kofu     | Daisuke Matsushita (9/0), Michitaka Akimoto (13/1), Takuma Tsuda (25/1), Hideomi Yamamoto (20/0), Yukihiro Aoba (25/0), Kazuki Kuranuki (43/4), Daisuke Sudō (28/8), Ken Fujita (41/10), Takafumi Ogura (8/2), Hirotoshi Yokoyama (5/1), Katsuya Ishihara (44/3), Alair (19/1), Bare (38/21), Tarō Hasegawa (44/17), Yōsuke Ikehata (27/1), Jun Mizukoshi (27/1), Tatsuya Tsuruta (16/0), Yūki Inoue (27/1), Kōtarō Yamazaki (10/1), Yōhei Ōnishi (4/0), Kenta Suzuki (3/0), Kazunari Hosaka (1/0), Hidehito Shirao (3/0), Shin’ya Nasu (31/1), Hayato Suzuki (7/0), Yūya Satō (2/0), Arata Sugiyama (43/1), Alex Oliveira (8/2), Kensaku Abe (18/0)                                                                                    |
| Kyoto Purple Sanga | Naohito Hirai (39/0), Satoru Suzuki (18/2), Ricardo (40/7), Kazuhiro Suzuki (36/0), Kazuki Teshima (17/1), Shin’ya Tomita (3/0), Atsushi Mio (39/3), Alemao (34/15), Paulinho (32/22), Daisuke Hoshi (42/5), Takuya Mikami (38/1), Daisuke Nakaharai (39/5), Hiroki Nakayama (2/0), Daisuke Saitō (42/2), Toshiya Ishii (11/0), Ken’ichirō Meta (43/0), Shigeki Tsujimoto (1/0), Masakazu Washida (13/0), Satoshi Hashida (1/0), Daigō Watanabe (4/0), Yūki Ōkubo (12/1), Noboru Kohara (6/2), Takuya Muguruma (7/0), Kōji Nishimura (4/0), Daishi Katō (39/4), Hideaki Ikematsu (2/0), Masatoshi Matsuda (19/8), Yutaka Tahara (32/9)                                                                                                  |
| Tokushima Vortis   | Yūsaku Tanioku (19/0), Yūji Ishikawa (14/1), Shōhei Kamada (29/1), Noriaki Tsutsui (27/1), Akira Ōba (33/6), Shintarō Harada (2/0), Akira Itō (40/9), Takehiro Hayashi (1/0), Yasuaki Ōshima (20/5), Kōji Kataoka (38/5), Yasutaka Kobayashi (38/11), Daisuke Tanaka (8/0), Yūki Fuji (28/1), Yūya Hikichi (19/0), Tadahiro Akiba (41/0), Toshiaki Haji (42/12), Takayuki Komine (23/0), Kensaku Ōmori (24/0), Atsushi Yamaguchi (5/0), Taiji Furuta (11/0), Kim Wi-man (27/2), Takuto Koyama (15/2), Yōhei Taniike (40/1), Atsushi Matsuura (2/0), Ryūnosuke Okamoto (8/0), Yūki Ishida (12/1), Norio Takahashi (23/0), Torashi Shimazu (7/0)                                                                                          |
| Avispa Fukuoka     | Yūichi Mizutani (44/0), Alex (35/4), Shin’ya Kawashima (18/1), Mitsuru Chiyotanda (35/7), Yūki Matsushita (25/3), Kōhei Miyazaki (35/5), Roberto (36/3), Hiroyuki Hayashi (18/2), Kyōhei Yamagata (34/4), Hiroshi Fukushima (2/0), Hiromasa Suguri (8/0), Seiji Koga (30/5), Tōru Miyamoto (36/0), Kazuyuki Ōtsuka (6/0), Ryōta Arimitsu (28/5), Satoshi Nagano (18/1), Takashi Hirajima (5/0), Hokuto Nakamura (34/4), Tomokazu Nagira (1/0), Keisuke Ōta (24/2), Yūsuke Tanaka (33/7), Yasuomi Kugisaki (4/0), Tatsunori Yamagata (14/0), Kazunari Okayama (34/0), Tetsuhiro Kina (19/0), Glaucio (37/18) |
| Sagan Tosu         | Yasuhiro Tominaga (2/0), Daisuke Yano (20/1), Kōhei Yamamichi (16/0), Yūgo Ichiyanagi (15/0), Biju (22/2), Hiromasa Suguri (17/2), Ōmi Satō (10/0), Masayuki Ochiai (11/0), Yoshiya Takemura (16/0), Yūji Miyahara (31/2), Ryōji Ujihara (20/1), Arley (5/0), Asuka Tateishi (3/0), Yoshiki Takahashi (40/4), Junnosuke Schneider (40/0), Hidenori Katō (21/1), Kōsuke Yatsuda (29/2), Yūki Takabayashi (16/1), Bun’ichirō Abe (11/0), Hirotsugu Nakabayashi (2/0), Ryūji Shimoshi (11/0), Tatsuomi Koishi (1/0), Jun Ideguchi (30/1), Takaaki Suzuki (44/15), Toyoki Hasegawa (21/3), Tatsunori Arai (39/17), Kazuya Iio (38/1), Shōta Koide (12/1), Hiroshi Narazaki (28/1), Keiji Takachi (29/1), Cezar (1/0), Takeshi Hamada (12/1) |

## Statistik

### Tabelle
| Pl.                    | Verein               | Sp. | S  | U  | N  | Tore    | Diff. | Punkte |
| ---------------------- | -------------------- | --- | -- | -- | -- | ------- | ----- | ------ |
| 1.                     | Kyōto Purple Sanga   | 44  | 30 | 7  | 7  | 089:400 | +49   | 97     |
| 2.                     | Avispa Fukuoka       | 44  | 21 | 15 | 8  | 072:430 | +29   | 78     |
| 3.                     | Ventforet Kofu       | 44  | 19 | 12 | 13 | 078:640 | +14   | 69     |
| 4.                     | Vegalta Sendai       | 44  | 19 | 11 | 14 | 066:470 | +19   | 68     |
| 5.                     | Montedio Yamagata    | 44  | 16 | 16 | 12 | 054:450 | +9    | 64     |
| 6.                     | Consadole Sapporo    | 44  | 17 | 12 | 15 | 054:570 | −3    | 63     |
| 7.                     | Shonan Bellmare      | 44  | 13 | 15 | 16 | 046:590 | −13   | 54     |
| 8.                     | Sagan Tosu           | 44  | 14 | 10 | 20 | 058:580 | ±0    | 52     |
| 9.                     | Tokushima Vortis (N) | 44  | 12 | 16 | 16 | 060:760 | −16   | 52     |
| 10.                    | Mito HollyHock       | 44  | 13 | 13 | 18 | 041:570 | −16   | 52     |
| 11.                    | Yokohama FC          | 44  | 10 | 15 | 19 | 048:640 | −16   | 45     |
| 12.                    | Thespa Kusatsu (N)   | 44  | 5  | 8  | 31 | 026:820 | −56   | 23     |
| Stand: Ende der Saison |                      |     |    |    |    |         |       |        |

| (N) | Neuling aus der Japan Football League 2004: Thespa Kusatsu, Tokushima Vortis |

### Relegation
In der Relegation um einen Platz in der Division 1 für die kommende Saison traf der Tabellendritte Ventforet Kofu auf Kashiwa Reysol, wie schon im Vorjahr Tabellensechzehnter der Division 1. Ein Spieler prägte die Serie hierbei entscheidend: Baré. Der brasilianische Stürmer erledigte die Mannschaft aus Kashiwa praktisch im Alleingang, ließ einem Treffer im Hinspiel deren sechs im Rückspiel folgen und hatte somit maßgeblichem Anteil am Aufstieg von Ventforet in die Division 1.

#### Hinspiel
| Paarung        | Ventforet Kofu – Kashiwa Reysol                               |
| Ergebnis       | 2:1 (1:1)                                                     |
| Datum          | 7. Dezember 2005                                              |
| Stadion        | Kose Sports Park Stadium, Kōfu                                |
| Zuschauer      | 12.372                                                        |
| Schiedsrichter | Jōji Kashihara                                                |
| Tore           | 0:1 Reinaldo (11.), 1:1 Kazuki Kuranuki (25.), 2:1 Baré (48.) |

Anmerkung: Das Spiel war in der 89. Minute aufgrund eines Stromausfalls für ca. 35 Minuten unterbrochen.

#### Rückspiel
| Paarung        | Kashiwa Reysol – Ventforet Kofu |
| Ergebnis       | 2:6 (0:2) |
| Datum          | 10. Dezember 2005 |
| Stadion        | Hitachi Kashiwa Soccer Stadium, Kashiwa |
| Zuschauer      | 12.013 |
| Schiedsrichter | Masayoshi Okada |
| Tore           | 0:1 Baré (10.), 0:2 Baré (27.), 1:2 Reinaldo (52.), 1:3 Baré (53.), 1:4 Baré (68.), 1:5 Baré (69.), 2:5 Yūji Unozawa (86.), 2:6 Baré (87.) |